# Braunia liebmanniana
Braunia liebmanniana là một loài Rêu trong họ Hedwigiaceae. Loài này được Schimp. mô tả khoa học đầu tiên năm 1872.